# Xylophis
Xylophis — рід змій родини Pareidae. Представники цього роду є ендеміками Індії.

## Види
Рід Xylophis нараховує 5 види:
- Xylophis captaini Gower & Winkler, 2007
- Xylophis deepaki Narayanan, Mohapatra, Balan, Das, & Gower, 2021[5]
- Xylophis mosaicus Deepak, Narayanan, Das, Rajkumar, Easa, Sreejith, & Gower, 2020
- Xylophis perroteti (A.M.C. Duméril, Bibron & A.H.A. Duméril, 1854)
- Xylophis stenorhynchus (Günther, 1875)

## Етимологія
Наукова назва роду Xylophis походить від сполучення слів дав.-гр. ξυλον — дерево і οφις — змія.